# Sam Whitelock
Samuel Lawrence Whitelock, detto Sam (Palmerston North, 12 ottobre 1988), è un rugbista a 15 neozelandese, seconda linea del club Pau nel Top 14, nonché bi-campione del mondo nel 2011 e 2015 con gli All Blacks. Ha giocato per 13 anni nel Super Rugby per i Crusaders.

## Biografia
Whitelock si mise in luce con la Nazionale Under-20 della Nuova Zelanda, con la quale vinse il mondiale giovanile 2008; in quello stesso anno esordì nel National Provincial Championship nelle file di Canterbury e, l'anno successivo, debuttò anche in Super Rugby nella franchise dei Crusaders.
Nel 2010 giunse il debutto negli All Blacks, a New Plymouth contro l'Irlanda, incontro che vide anche l'esordio internazionale di altri protagonisti della successiva Coppa del Mondo di rugby 2011 come Israel Dagg, Aaron Cruden e Victor Vito.
Convocato alla citata Coppa del Mondo, disputò tutti i sette incontri, con altrettante vittorie, in cui la Nuova Zelanda fu impegnata, e si laureò campione con la sua squadra.
Quattro anni più tardi fu convocato per la Coppa del Mondo di rugby 2015 in Inghilterra, anche in questa seconda edizione di torneo presente in sette incontri, raggiungendo una serie di 14 incontri vinti consecutivamente nella competizione, record condiviso con Sonny Bill Williams e Jerome Kaino.
Il 15 settembre 2023 scendendo in campo per il secondo match della Rugby World Cup 2023 colleziona la presenza numero 148 con la maglia degli all blacks, eguagliando il record assoluto fino a quel momento detenuto in solitaria da Richie McCaw.

## Palmarès
- Coppe del mondo: 2
Nuova Zelanda: 2011, 2015
- Super Rugby: 5
Crusaders: 2017, 2018, 2019, 2022, 2023
- National Provincial Championship: 4
Canterbury: 2008, 2009, 2010, 2011
- Super Rugby Aotearoa: 2
Crusaders: 2020, 2021